# 國產實業集團
國産實業集團（英語：Goldsun Group）是臺灣的一個企業集團，以國產建材實業為核心，創辦人是林燈。現任董事長為林孝信。

國產實業集團

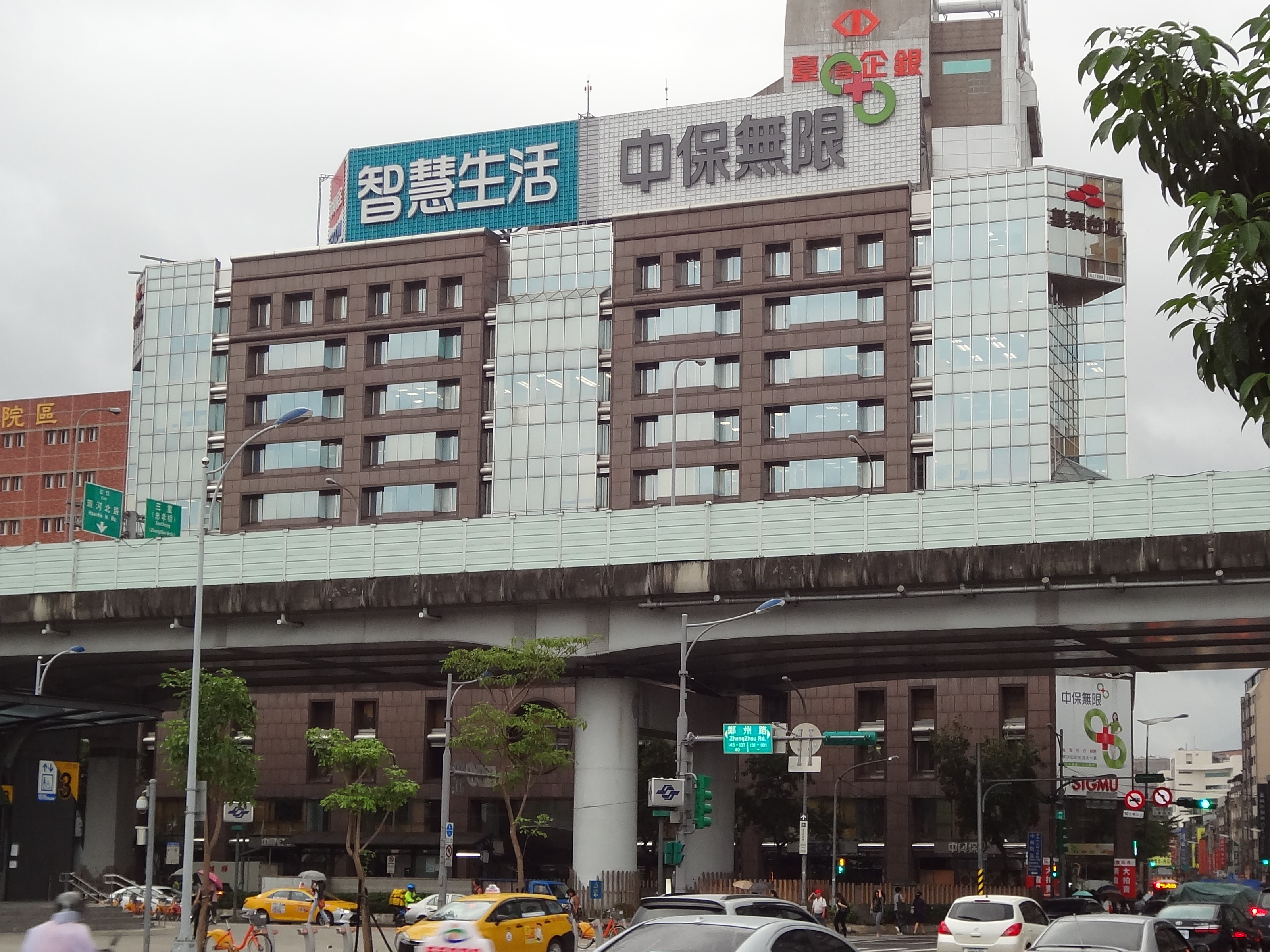
國產實業大樓

## 歷史
在臺灣日治時期，林燈創辦石棉加工廠「日產石棉株式會社」，為當時臺灣最大的石棉加工廠。
1954年11月，林燈創辦國產水泥加工廠；受惠於當時臺灣重大建設與經濟起飛，國產水泥加工廠規模不斷成長，於1969年改組為國產實業建設並增設營建部門，開始多角化經營，逐步發展成為國產實業集團。
1983年，國產實業建設接手復興航空。
1984年，國產實業建設投資惠普股份有限公司。
1992年，林燈過世，國產實業集團由其長子林嘉政接手。
2015年6月23日，國產實業建設經臺北市政府核准，更名為國產建材實業。
2016年11月22日，復興航空無預警停止所有航線營運，並宣布解散。

## 關係企業
- 蔚藍國際股份有限公司
- 霖憲生化科技股份有限公司
- 源信投資有限公司

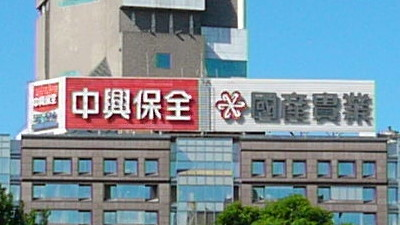
國產實業廣告

- 國產建材實業股份有限公司（臺證所：2504）
- 惠普股份有限公司（櫃買中心：8424）：國產實業集團旗下的防火綠建材生產商。
- 國興水泥股份有限公司
- 國雍營造工程股份有限公司
- 華亞開發股份有限公司
- 達亞砂石股份有限公司
- General Investments Limited
- Ease Great Investments Limited
- 睿信建設股份有限公司
- 中興保全科技股份有限公司（臺證所：9917）
  - 國雲公寓大廈管理維護股份有限公司
  - 國興保全股份有限公司
  - 國雲保全股份有限公司
  - 國雲智慧停車股份有限公司
  - 立保保全股份有限公司
  - 立偉電子股份有限公司
  - 立捷國際股份有限公司
  - 博訊科技股份有限公司
  - 台灣視訊系統股份有限公司
  - 天河電訊股份有限公司
  - 億訊國際股份有限公司
  - 台濼控制工程股份有限公司
  - 天空傳媒股份有限公司（yam蕃薯藤）
  - 樂到家國際娛樂股份有限公司
  - 中保物流股份有限公司
  - 中保保險經紀人股份有限公司
  - 中保關懷社會福利基金會
  - 中興保全文教基金會
  - 中保寶貝城股份有限公司（BabyBoss職業體驗任意城）
  - 中保國際行銷股份有限公司
  - 台北港埠通商股份有限公司
  - 復興空廚股份有限公司

### 非關係企業
- 國賓影城（主要股東之一）
- 國興傳播股份有限公司（已被媒體棧國際行銷事業股份有限公司收購合併）

### 停止營運
- 復興航空運輸股份有限公司
- 威航航空運輸股份有限公司
- 達亞砂石股份有限公司

## 外部連結
- （繁體中文）國產實業集團（页面存档备份，存于）